# West, Texas
West là một thành phố thuộc quận McLennan, tiểu bang Texas, Hoa Kỳ. Năm 2010, dân số của xã này là 2807 người.

## Dân số
- Dân số năm 2000: 2692 người.
- Dân số năm 2010: 2807 người.